# Nin’ami Dōhachi
Nin’ami Dōhachi (japanisch 仁阿弥 道八, Name auch Ninnami gelesen; geboren 1783 in der Provinz Ise; gestorben 9. Juni 1855) war ein japanischer Töpfer.

## Leben und Wirken
Nin’ami Dōhachi hieß eigentlich „Takahashi Dōhach II.“ (2代高橋道八). Die Familie Takahashi gehörte, Berichten zufolge, zu den höhere Samurai der Feudalherren Kameyama in Ise (Präfektur Mie). Er war der erste Dōhachi, der nach Kyōto ging und dort einen Brennofen in Awataguchi (粟田口) aufbaute. Er als zweiter Dōhachi war der jüngere Bruder des ersten. Er hieß zunächst Kōji (光時) und erbte das Anwesen Gagō Shofū-tei (雅号松風亭) seines Vaters, wählte aber als Go „Kachūtei“ (華中亭), das dann als Künstlername von den folgenden Generationen übernommen wurde. Später wählte er den Charakter „Ami“ (阿弥) von der Seite des Daigoji-Sanboin-Tors und den Charakter „Nin“ (仁) vom Tempel Ninna-ji und setzte das zu „Ninnami“, bzw. „Nin’ami“ zusammen.
Nin’ami studierte unter Okuda Eisen (1753–1811) in der Nähe des Tempels Kennin-ji, um die Herstellung von Porzellan zu lernen, während er sich gleichzeitig mit der Raku-Keramik und mit Nonomura Ninsei beschäftigte und so seinen Arbeitsbereich erweiterte. Er orientierte sich an Ogata Kenzan, dessen Keramik den Kyōto-Stil der ersten Hälfte des 18. Jahrhunderts repräsentiert. Eine Spezialität, die er von Kenzan übernahm, war, auf einem weißen Untergrund Frühlingskirschblüten und Herbstblätter auf demselben Gefäß zu zeichnen. Das führte er mit sehr großer Fertigkeit aus.
Auch seine Skulpturen waren gekonnt gefertigt. So zeigen ihre Virtuosität auch in Figuren der Sieben Glücksgötter wie Jurōjin, Hotei und Fukurokuju. Nin’ami folgte nicht dem chinesischen Weg, Utensilien für den Sencha (煎茶道具) herzustellen, sondern blieb bei der orthodoxen japanische Tradition. 1811 verlegte er den Ofen von Awataguchi nach Shimizuzaka (清水坂), und 1842 zog er sich auch dort zurück und baute den Momoyama-Ofen in Fushimi-Momoyama.
In der Zwischenzeit fertigte Dōhachir 1824 Ishiyama Oniwayaki für den Abt des Ishiyama-dera in der Provinz Ōmi (heute Präfektur Shiga) die „Ishiyama-Oniwa-Keramik“ (石山御庭焼) und den Abt des Nishi Hongan-ji „Rosan-Keramik“ (露山焼) an. 1827 unterstützte er die Herstellung der „Kishū-Kairakuen-Oniwa-Keramik“ (紀州偕楽園御庭焼) und ab 1830 half er dem adeligen Sumikura Gennei (角倉 玄寧; 1800–1873) im Bezirk Saga von Kyōto bei der „Ippōdō-Keramik“ (一方堂焼). 1833 wurde er vom Daimyō des Takamatsu-Han in der Provinz Sanuki (Heute Präfektur Kagawa) eingeladen, für ihn einen Ofen zur Herstellung von Keramik zu bauen.
Nin’ami Dōhachi gilt, zusammen mit Aoki Mokubei (1767–1833) und Eiraku Hozen (1795–1854), zu den drei herausragenden Töpfer im Kyōto der späten Edo-Zeit. Seine Kopien von Keramiken des Nonomura Ninsei und Ogata Kenzan sowie die Kopien koreanischer Keramik und des Raku-Stils sind genau und lebendig. Zu seinen besten Werken gehören die Keramiken mit Kirschblüten- und Ahornblättern.

## Bilder

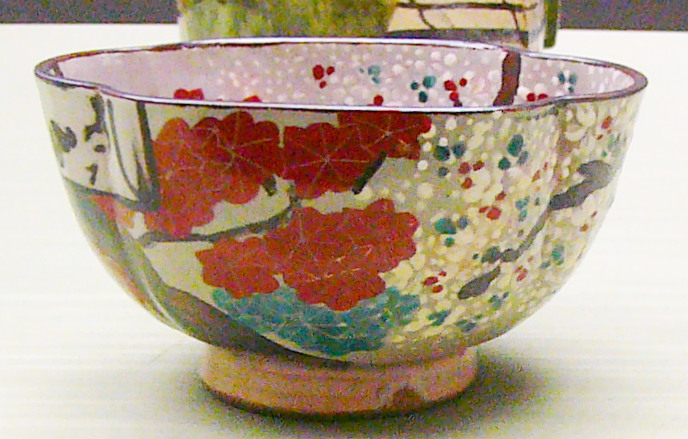
Schale mit Kirschblüten
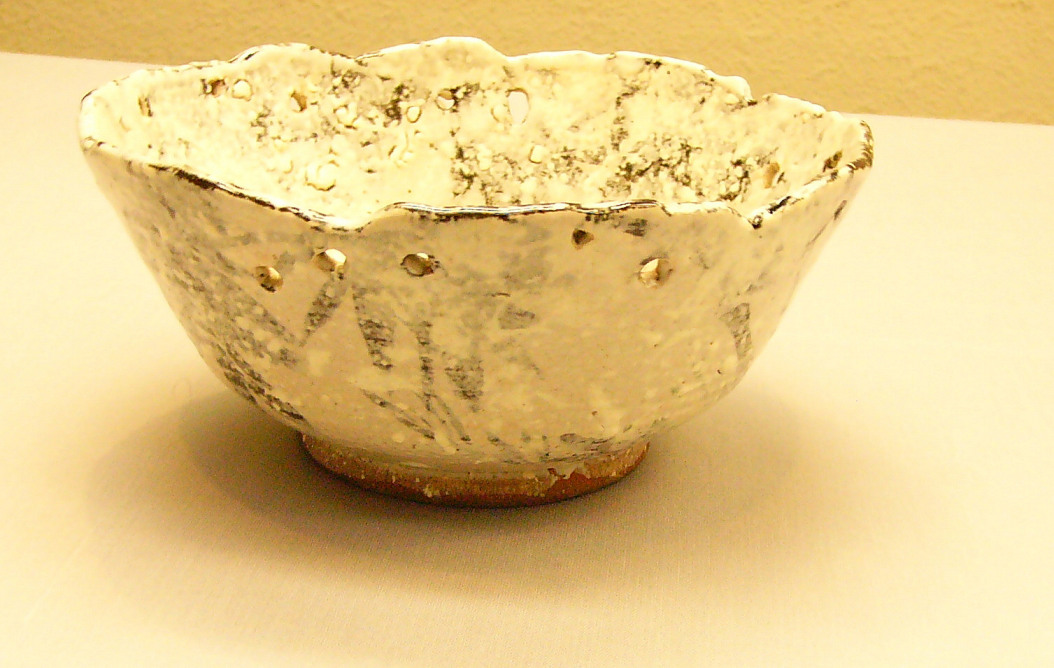
Schale mit Schneemuster
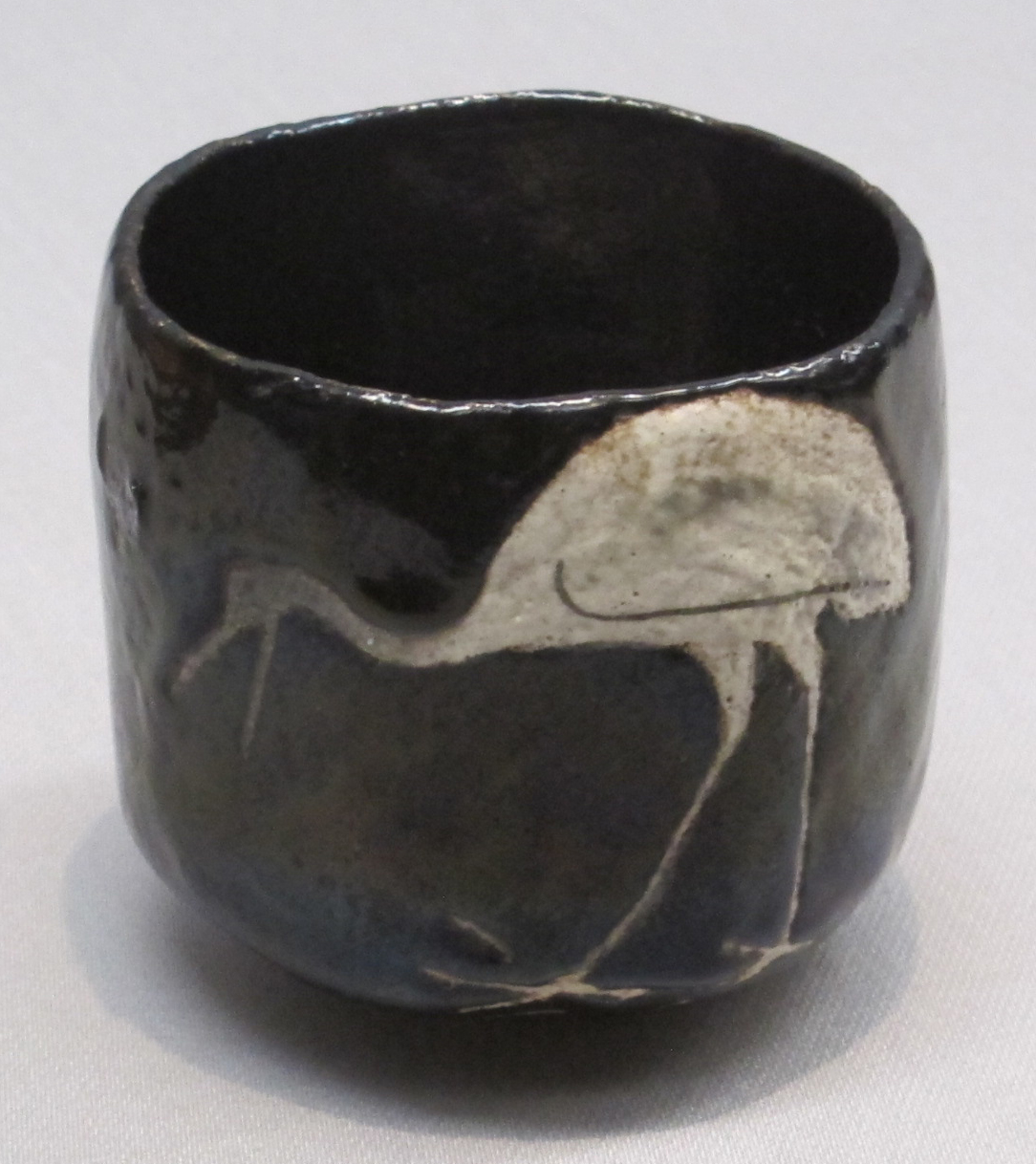
Teeschale mit Kranich und Schildkröte
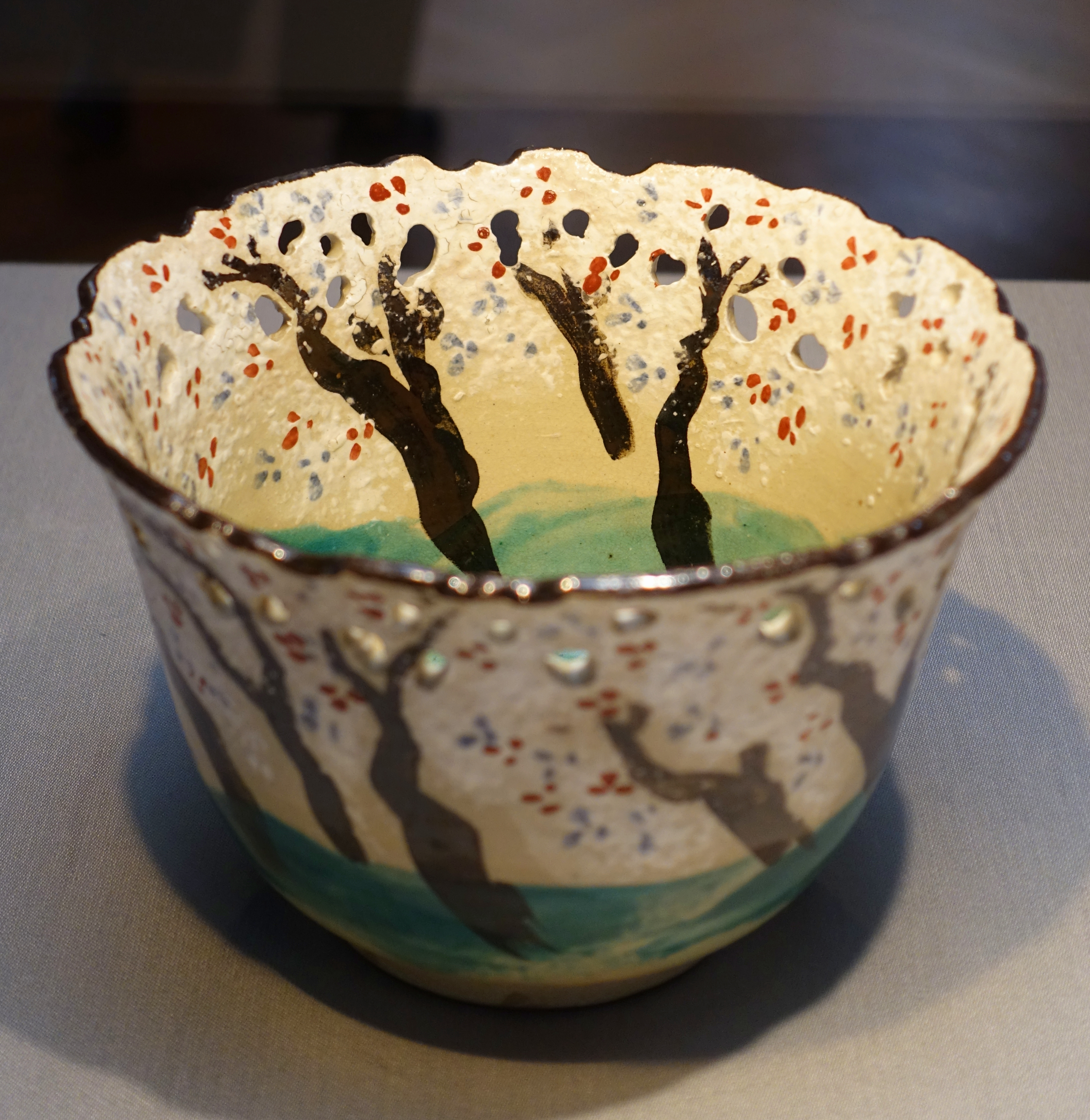
Gefäß mit Kirschblüten
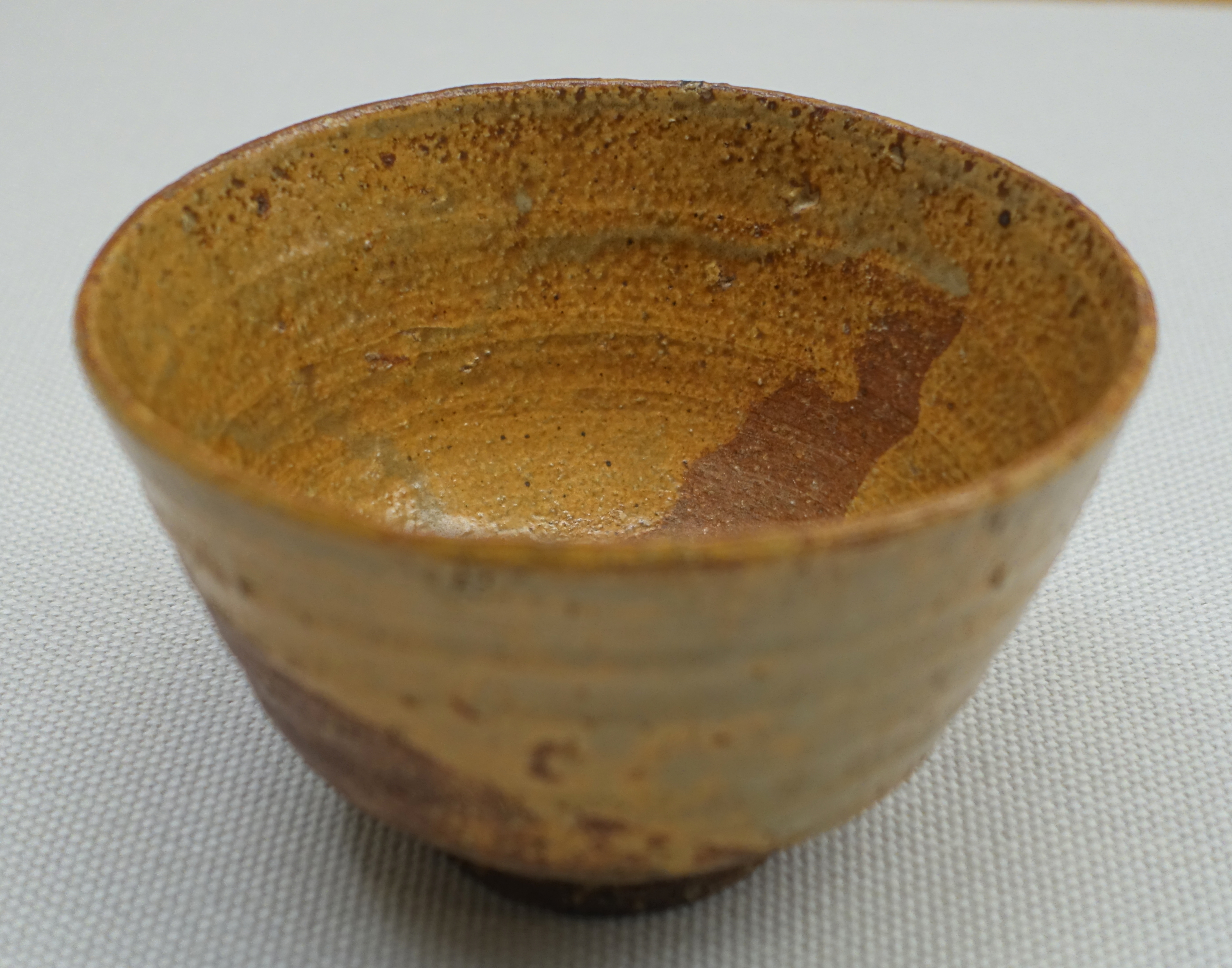
Teeschale
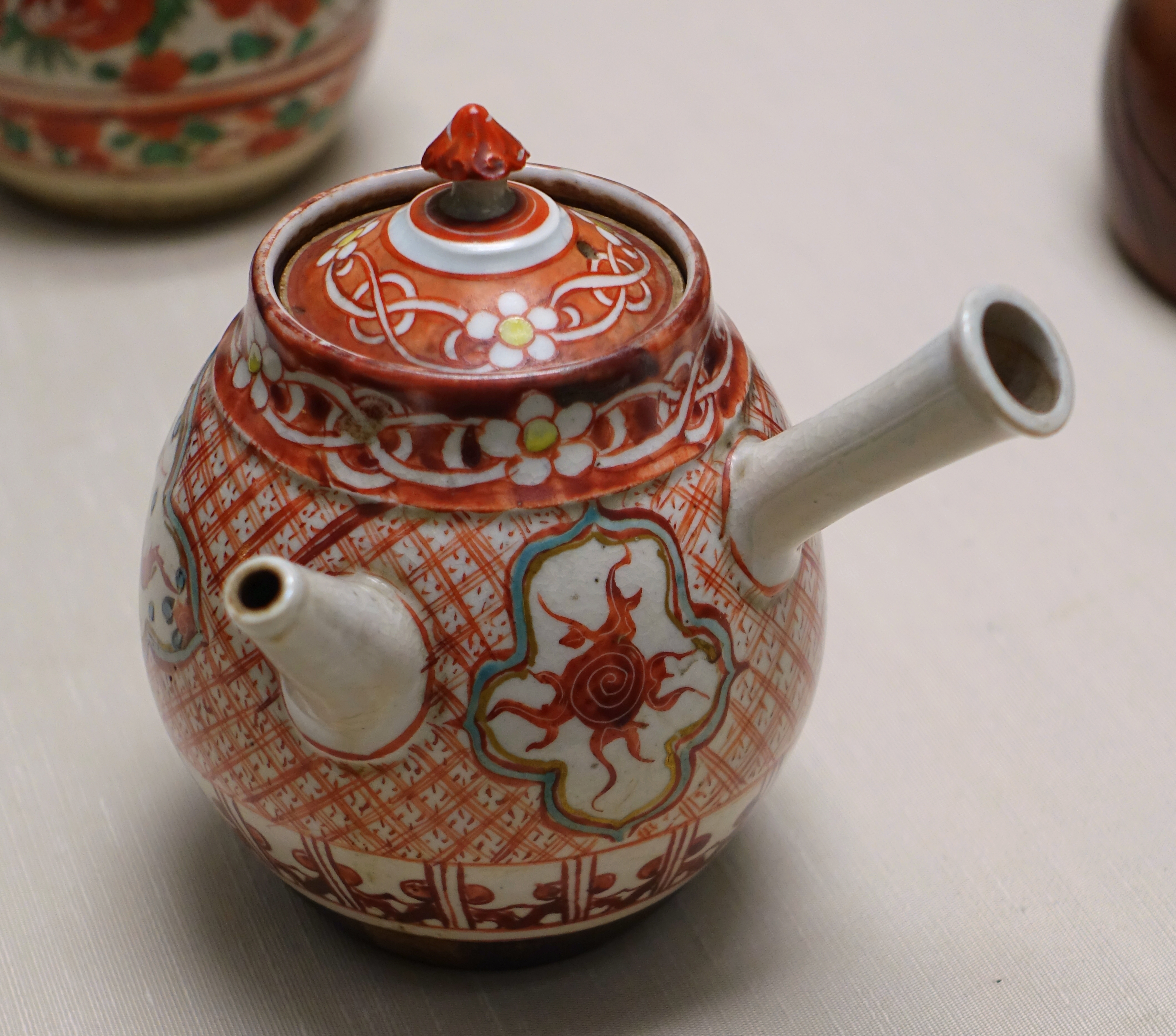
Teetopf (Nin’ami und Aoki Mokubei)